# Hemitremia
Hemitremia is een geslacht van straalvinnige vissen uit de familie van Cyprinidae (Eigenlijke karpers).

## Soort
- Hemitremia flammea (Jordan & Gilbert, 1878)